# Chiesa di Sant'Agostino (Bolzano)
La chiesa dell'abbazia di Muri a Gries (in tedesco Stiftskirche zum Hl. Augustinus von Muri-Gries) nell'omonimo quartiere di Bolzano dedicata a sant'Agostino è uno dei più importanti esempi di stile barocco in Alto Adige.

## Localizzazione
La chiesa è situata nel pieno centro dello storico quartiere bolzanino di Gries sull'omonima piazza (Grieser Platz). La chiesa è contigua all'antico castello principesco, ora abbazia benedettina di Muri-Gries, e i due edifici costituiscono il tratto caratteristico del quartiere.

## Storia

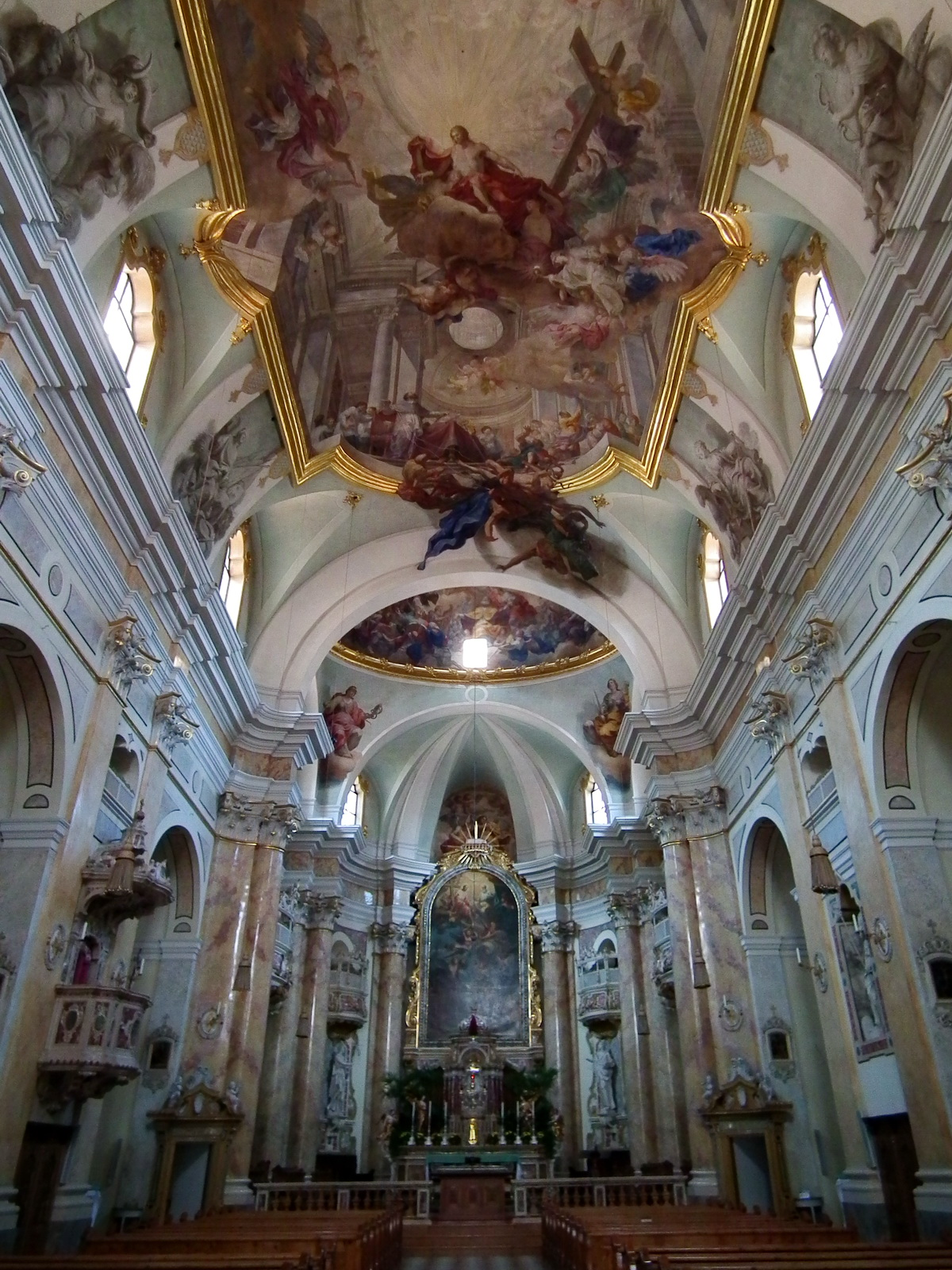
Veduta dell'interno.

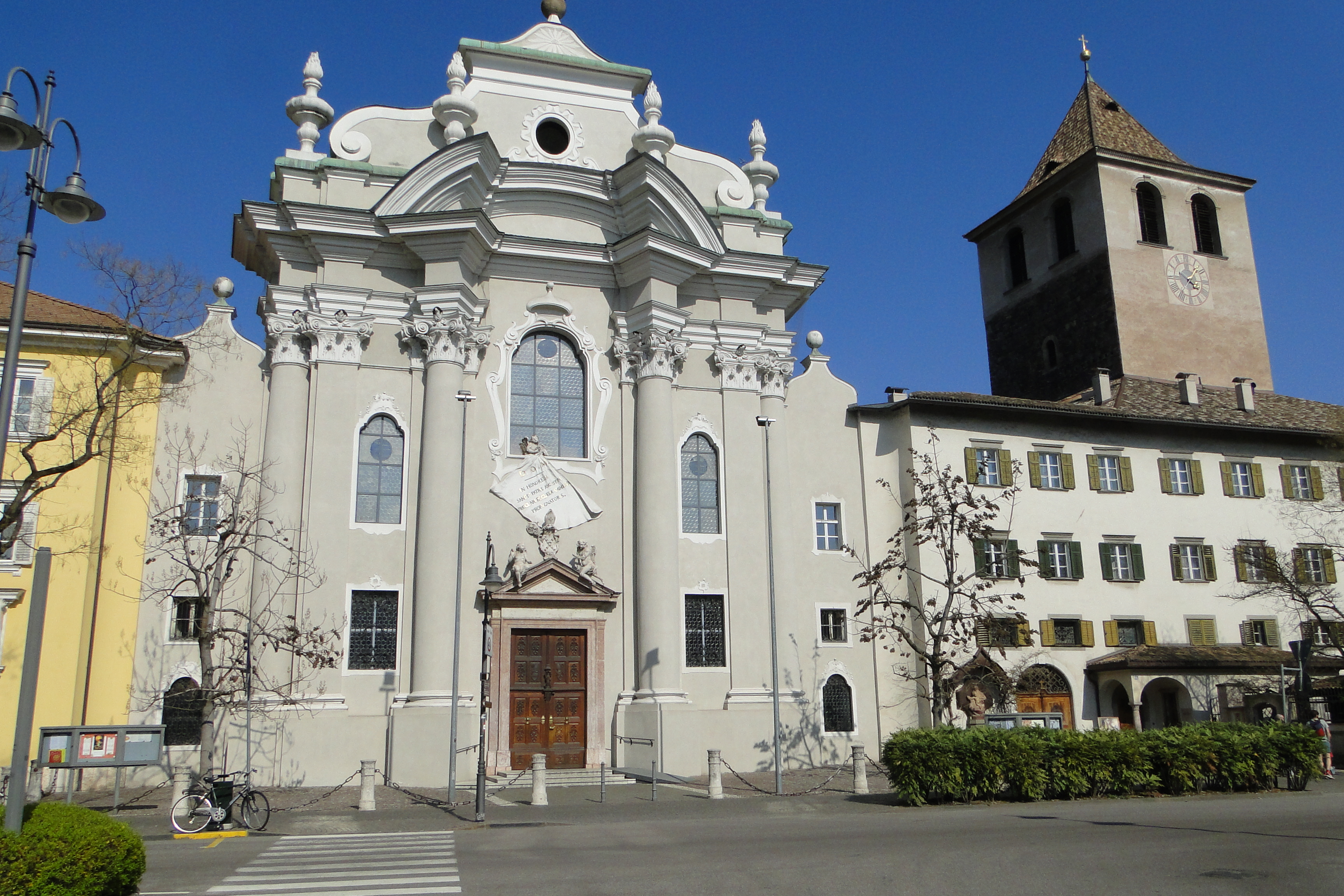
Chiesa di Sant'Agostino: Facciata e parte del convento a fianco

La chiesa venne edificata nel 1769 in stile barocco da Antonio Giuseppe Sartori di Castione. Prima della costruzione esisteva solamente il più antico castello principesco attiguo. Inizialmente la chiesa apparteneva agli agostiniani, che gestivano le chiese situate nelle zone piane. Dopo la secolarizzazione la chiesa venne donata ai benedettini provenienti dall'abbazia di Muri in Argovia, Svizzera. La chiesa continuò comunque ad essere dedicata a sant'Agostino. 
Nella poderosa torre campanaria (che un tempo era il mastio dele mura del castello) è contenuto uno dei più grandi concerti campanari del Tirolo: conta 9 bronzi intonati secondo la scala di Lab2 maggiore (Lab2, Sib2, Do3, Reb3, Mib3, Fa3, Sol3, Lab3, Sib3) elettrificate a slancio tirolese. Furono tutte realizzate nel 1923 da Daciano Colbachini e figli di Padova a eccezione delle 2 maggiori (2 campane di eccellente qualità): la 2^ venne fusa dalla ditta Grassmayr di Innsbruck (A) nel 1998 in seguito alla rottura della precedente (che era della ditta Colbachini di Padova, anno 1980); la campana maggiore, detta "Augustinusglocke" o "Kaiserglocke" è considerata una delle migliori campane in Italia, pesa 5026 kg, fu realizzata da Carlo Chiappani di Trento nel 1895 ed è l'unica sopravvissuta alle requisizioni belliche del 1° conflitto mondiale. 
Oltre a queste campane è presente la campana dell'agonia, di nota Lab4, anch'essa fusa da Daciano Colbachini e figli di Padova nel 1923.

## Interno
La pianta dei muri perimetrali segue il disegno ondulato tipico dell'architettura barocca e lo spazio interno risulta ampio ed armonioso.
Le mura interne e il soffitto vennero dipinti da Martin Knoller. Nella volta è il grande affresco col Gesù, al centro, circondato da molte figure radianti. Sotto vi è rappresentato Agostino con una penna nella mano destra che lancia fulmini contro i Dannati cadenti nelle ombre. Sopra vi sono degli angeli e la figura della Fede, rappresentata da una donna luminosa. Negli angoli sono rappresentati i "Quattro continenti" (manca l'Oceania poiché non era ancora stata scoperta). Sopra all'altare vi è un quadro, mentre sugli archi vi sono rappresentate la Prudenza, la Giustizia, la Temperanza e la Fortezza.